# Miasto Boga
Miasto Boga (port. Cidade de Deus, ang. City of God) – film z 2002 w reżyserii Fernando Meirellesa i Kátii Lund, zrealizowany na podstawie powieści Paulo Linsa o tym samym tytule. Film jest oparty na faktach.
Fabułę filmu tworzą wyselekcjonowane wątki z powieści, zachowuje on jednak fragmentaryczną strukturę utworu literackiego i składa się z szeregu pozornie luźno powiązanych ze sobą historii. Bohaterami Miasta Boga są młodzi, najwyżej dwudziestoletni, handlarze narkotyków stopniowo przejmujący kontrolę nad tytułową – istniejącą w rzeczywistości – dzielnicą Rio de Janeiro.
Akcja Miasta Boga rozpoczyna się w latach 60. XX wieku. Głównymi postaciami filmu są dwaj dorastający w faweli chłopcy – Kapiszon (Rodrigues) i Mały Zé (Firmino). Pierwszy z nich, zarazem narrator filmu, swej szansy upatruje w fotografii, drugi staje na czele najgroźniejszego gangu w Cidade de Deus. Znaczna część Miasta Boga jest poświęcona jego „karierze” i ostatecznemu upadkowi. Film stanowi rodzaj biografii Kapiszona.

## Nagrody
- Nominacja do Oscara w czterech kategoriach:
  - reżyseria
  - zdjęcia
  - scenariusz adaptowany
  - montaż